# Сент-Луїс (аеропорт)
Міжнародний аеропорт Ламберт—Сент-Луїс (IATA: STL, ICAO: KSTL) — міжнародний аеропорт, є основним комерційним летовищем, який обслуговує Сент-Луїс (штат Міссурі, США). Зазвичай його називають Ламберт-Філд або просто Ламберт, це найбільший і найзавантаженіший аеропорт у штаті Міссурі та найбільший середній аеропорт країни. Аеропорт площею 2800 акрів (1100 га) розташований за 14 миль (23 км) на північний захід від центру Сент-Луїса в некорпоративному окрузі Сент-Луїс між Берклі та Бриджтоном. Він обслуговує майже 16 мільйонів пасажирів щороку з більш ніж 259 щоденними відправленнями до 78 прямих внутрішніх та міжнародних пунктів. Аеропорт забезпечує безперервне обслуговування в аеропортах по всій території Сполучених Штатів, а також до Карибського басейну, Мексики, Канади та Європи.